# موريتز ستيفانر
موريتز ستيفانر (بالإنجليزية: Moritz Stefaner)‏ وهو ألماني متخصص في تصور البيانات. وهو معروف بعمله في منظمات مثل منظمة التعاون الاقتصادي والتنمية والمنتدى الاقتصادي العالمي وسكايب وdpa وجمعية أبحاث ماكس بلانك. يعتبر ستيفانر هو الفائز في العديد من جوائز كانتار للمعلومات. عرضت أعماله لتصور البيانات في بينالي البندقية في الهندسة المعمارية وآرس إلكترونيكا. وقد ساهم في بعده أفكار نشرتها مجلة سبرنجر وكتب عنه في كتاب بعنوان: New Challenges for Data Design التي نشرتها سبرنجر.
كان من أكثر أعمال ستيفانر شهرة هو تصور مؤشر الحياة الأفضل لمنظمة التعاون الاقتصادي والتنمية (OECD). ومن بين المشاريع البارزة الأخرى تركيبه التفاعلي On Broadway وعمله لصالح FIFA وتصميمه لبوابة منظمة التعاون الاقتصادي والتنمية OECD الجديدة.
عمل موريتز ستيفانر مع إنريكو بيرتيني وقاما بانتاج "Data Stories".
درس ستيفانر العلوم المعرفية (وحصل على البكالوريوس في جامعة أوسنابروك) كما درس تصميم الواجهات (وحصل على الماجستير في جامعة العلوم التطبيقية بوتسدام).
يعيش موريتز ستيفانر في ليلينتال، ألمانيا.